# Sharlene Cartwright-Robinson
Sharlene Cartwright-Robinson es una política y abogada turcocaiqueña, fue Premier (jefa de Gobierno) de las Islas Turcas y Caicos desde diciembre de 2016 hasta febrero de 2021. Fue la primera mujer del territorio en ocupar dicho cargo. También fue la primera mujer en convertirse en jefa adjunta de su partido, el Movimiento Democrático Popular.

## Biografía

### Carrera
Fue nombrada miembro del Consejo Legislativo de las islas, presidiendo una variedad de comités. Se presentó candidata en la elección de 2003, pero fue derrotada. Después de la suspensión del autogobierno en las islas en 2009, se convirtió en miembro del Foro Consultivo. Fue retirada de esa posición en mayo de 2012 después de que el gobernador Ric Todd indicase que los miembros que planeaban presentarse en las elecciones de noviembre del mismo año no deberían seguir formando parte del Consejo Asesor o del Foro Consultivo.
En 2006 se convirtió en Directora de Jóvenes de la Unión bautista de las Islas Turcas y Caicos.  En 2012, también se convirtió en presidenta del Departamento de Jóvenes de Caribbean Baptist Fellowship, convirtiéndola en vicepresidenta del Comité de Jóvenes de la Alianza Mundial Bautista.
En julio de 2012, fue nombrada como la primera mujer líder del Movimiento Democrático Popular, bajo el liderazgo de Oswald Skippings. En la elección de ese año, fue una de los once candidatos para los cinco asientos en disputa del distrito de todas las islas del Consejo Legislativo. Debido a las disposiciones de la nueva constitución de las islas de 2011, esto requería que renuncie a cualquier lealtad extranjera que ella posea en virtud de su propio acto. Como comentó el fiscal general Huw Shepheard, aquellos que simplemente nacieron en países extranjeros no se verían afectados por estos cambios, pero aquellos que habían solicitado pasaportes extranjeros como adultos si lo debían hacer.
El 15 de diciembre de 2016, su partido ganó las elecciones generales con 51,20 %, logrando ingresar seis miembros a la Asamblea Legislativa. Cartwright-Robinson asumió como Premier el 20 de diciembre.

### Vida personal
Nació en las Bahamas, siendo sus padres nativos de las Islas Turcas y Caicos que trabajaban allí. Recibió un pasaporte bahameño. Su familia regresó a las Turcas y Caicos cuando ella tenía seis años.
Es bautista. 